# 新潟県道110号北長岡停車場線
新潟県道110号北長岡停車場線（にいがたけんどう110ごう きたながおかていしゃじょうせん）は、新潟県長岡市内を通る一般県道である。

## 概要

### 路線データ
- 起点：北長岡停車場（新潟県長岡市城岡2丁目）
- 終点：新潟県長岡市城岡1丁目（国道352号交点）

## 地理

### 通過する自治体
- 新潟県長岡市

### 接続する道路
- （起点：長岡市城岡2丁目、「北長岡駅」前）
- 国道352号（三国街道）（終点：東蔵王二交差点）

### 周辺
- JR信越本線 北長岡駅
- 長岡市消防本部 長岡消防署 新町出張所
- 長岡市立北中学校
- 長岡市立新町小学校
- 中越高等学校
- 新潟県労働金庫 長岡北支店
- 三菱マテリアルテクノ 長岡製作所（三菱マテリアルグループ）
- 倉敷機械 本社・工場（倉敷紡績子会社）
- ツガミ 長岡工場
- 北越メタル 本社・長岡工場
- 北越コーポレーション 長岡工場
- 日本精機 本社・ディスプレイ事業部
- チャレンジャー 北長岡店
- 原信 西新町店
- 信濃川